# Ga Cheonwang
Ga Cheonwang (Tiếng Hàn: 천왕역, Hanja: 天旺驛) là ga tàu điện ngầm trên Tàu điện ngầm Seoul tuyến 7 ở Ori-ro, Guro-gu, Seoul. Ở phía tây của Ga Gwangmyeongsageori có một tuyến đường đến và đi Depot Cheonwang và các chuyến tàu đến Depot Cheonwang sẽ đi qua đó mà không dừng lại.

## Lịch sử
- 29 tháng 2 năm 2000: Bắt đầu hoạt động với việc khai trương đoạn Onsu ~ Sinpung của Tàu điện ngầm Seoul tuyến 7.
- 20 tháng 11 năm 2011: Hoàn thành Trung tâm trung chuyển đô thị ga Cheonwang.
- 20 tháng 10 năm 2016: Mới lối ra 2 theo hướng Khu chung cư Cheonwangi Penhouse 1, lối ra hiện tại thay đổi từ 2 → 3, từ 3 → 4. Điều này đưa số lượng lối ra lên 4.

## Bố trí ga
| Gwangmyeongsageori ↑ |
| \| N/B               |
| ↓ Onsu               |

| Hướng Bắc | ● Tuyến 7 | ← Hướng đi Phức hợp kỹ thuật số Gasan · Daerim · Văn phòng Gangnam-gu · Jangam |
| Hướng Nam | ● Tuyến 7 | → Hướng đi Onsu · Sân vận động Bucheon · Tòa thị chính Bucheon · Seongnam      |

## Xung quanh nhà ga
| Lối ra \| 나가는 곳 \| Exit \| 出口 | Lối ra \| 나가는 곳 \| Exit \| 出口 |
| ----------------------------------- | --- |
| 1                                   | Núi Gaeungsan Khu phức hợp Penhouse Cheonwangi 2~6 Trường tiểu học Cheonwang Nhà Văn hóa Thanh niên Cheonwang-dong |
| 2                                   | Khu phức hợp Penhouse Cheonwangi 1 Trường trung học cơ sở Onam Trại giam phía Nam Seoul |
| 3                                   | Trung tâm cộng đồng Oryu 2-dong Trung tâm An toàn Công cộng Oryu 2 Trường tiểu học Oryunam Cơ quan An toàn Giao thông Vận tải Hàn Quốc (Trung tâm Kiểm tra Guro) Trường Trung học Kỹ thuật Điện tử Deokil Trung tâm trung chuyển ga Cheonwang (Bãi đậu xe) Khu phức hợp Cheonwangyeonji Maeul 1 |
| 4                                   | Bưu điện Guro Khu phức hợp Cheonwangyeonji Maeul 2 Khu phức hợp Cheonwangyeonji Town 1 Khu phức hợp Cheonwangyeonji Town 2 Trường tiểu học Seoul Sky Forest |